# Draconian Times
Draconian Times è un album in studio del gruppo musicale britannico Paradise Lost, pubblicato nel 1995 dalla Music for Nations.

## Tracce

### Standard Edition
1. Enchantment - 6.04
2. Hallowed Land - 5.02
3. The Last Time - 3.27
4. Forever Failure - 4.18
5. Once Solemn - 3.03
6. Shadowkings - 4.41
7. Elusive Cure - 3.21
8. Yearn for Change - 4.19
9. Shades of God - 3.54
10. Hands of Reason - 3.58
11. I See Your Face - 3.17
12. Jaded - 3.26

### Legacy Edition (2011)
1. Enchantment - 6.04
2. Hallowed Land - 5.02
3. The Last Time - 3.27
4. Forever Failure - 4.18
5. Once Solemn - 3.03
6. Shadowkings - 4.41
7. Elusive Cure - 3.21
8. Yearn for Change - 4.19
9. Shades of God - 3.54
10. Hands of Reason - 3.58
11. I See Your Face - 3.17
12. Jaded - 3.26
13. Enchantment (demo 1994)
14. Last Desire (demo 1994)
15. Forever Failure (live Germany 1995)
16. Shadowkings (live Germany 1995)
17. Once Solemn (live Germany 1995)
18. Hallowed Land (live Germany 1995)
19. The Last Time (live Germany 1995)

#### Bonus DVD
1. Draconian Times rimasterizzato in Dolby Digital e DTS 5.1
2. Forever Failure (videoclip)
3. The Last Time (videoclip)
4. Hallowed Land (live Dynamo Festival 1995)

## Formazione
- Nick Holmes - voce
- Greg Mackintosh - chitarra
- Aaron Aedy - chitarra
- Stephen Edmondson - basso elettrico
- Lee Morris - batteria